# 통가의 국기

비율 1:2

통가의 국기는 빨간색 바탕에 왼쪽 상단에 그려져 있는 작은 하얀색 직사각형 안에 빨간색 십자가를 그려넣은 국기이다. 1875년에 제정된 통가 헌법에 공식적으로 포함되어 채택된 이 기는 그해부터 통가의 국기가 되었다. 통가 헌법은 국기를 변경할 수 없다고 규정하고 있다.

## 역사
영국인들은 제임스 쿡 선장이 1773년부터 1777년 사이에 3차례에 걸쳐 통가를 방문했을 때인 18세기 후반에 처음으로 통가에 도착했다. 약 50년 후에 영국 웨슬리 감리교 선교사들이 통가에 와서 원주민들을 기독교로 개종하기 시작했다. 1831년에는 통가의 왕족인 타우파아하우 투포우(Taufa'ahau Tupou)가 영국인들의 조언을 받고 기독교로 개종했는데 그는 1845년에 통가의 조지 투포우 1세 국왕으로 즉위하게 된다. 이 시기(1840년대경)에 처음으로 통가의 국기가 채택되었다. 하얀색 바탕에는 4개의 모서리에 빨간색과 파란색 십자가 각각 2개씩 그려져 있고 가운데에 왕을 상징하는 문자 "A"(빨간색)와 "M" (파란색)이 그려져 있다.
조지 투포우 1세는 국왕에 오르자마자 국가를 위해 기독교를 대표하는 새로운 국기를 디자인하려고 했다. 조지 투포우 1세는 통가의 총리를 역임한 영국의 통가 사절단원인 셜리 월디마 베이커(Shirley Waldemar Baker)와 친구가 되었는데 그들은 통가를 위한 새로운 국기, 국장, 국가를 제정하는 데에 협력했다. 1866년에 처음 사용된 새로운 국기 디자인은 영국의 상선기인 레드 엔자인(Red Ensign)과 비슷했는데 이 가운데 3/4는 단순한 빨간색 바탕으로 이루어져 있었고 깃대 쪽 상단에는 "특징적인 캔턴"이 그려져 있었다.
1875년 11월 4일에는 통가의 새로운 헌법이 제정되어 시행되었다. 이 헌법은 통가의 새로운 국기 디자인을 성문화하고 국기가 채택된 시기를 언급했다. 통가 헌법 제47조에 따르면 통가의 국기는 "절대로 변경할 수 없는 영원한 국기"로 규정하고 있다.

## 디자인

### 상징
국기의 색과 상징은 통가의 문화적, 정치적, 지역적 의미를 담고 있다. 빨간색 십자는 기독교를 의미하는데 기독교는 통가 전체 인구의 약 97%가 믿는 종교이다. 통가의 국기는 기독교의 상징을 담고 있는 28개 국기 가운데 하나이기도 하다. 하얀색은 순결을 의미하며 빨간색 바탕은 십자가에 못 박혀 죽은 다음에 제물로 바쳐진 예수의 피를 의미한다.

### 유사성
이전의 국기 디자인은 하얀색 바탕 가운데에 빨간색 십자가가 그려진 디자인이었다. 그러나 이 국기 디자인은 1863년에 채택된 적십자 표장과 거의 동일하다는 것이 나중에 밝혀졌다. 이를 계기로 통가의 국기는 빨간색 바탕 상단에 빨간색 십자가 그려진 하얀색 칸톤을 그려넣은 디자인으로 바뀌면서 현재의 국기 디자인으로 이어졌다. 그럼에도 불구하고 이전의 디자인은 통가의 국가 상징으로 남아 있다.

### 규격과 색상

통가의 국기 규격

통가의 국기 색상은 다음과 같다.
| 색상 | 빨강              | 하양                  |
| ---- | ----------------- | --------------------- |
| RGB  | 193–0–0 (#C10000) | 255–255–255 (#FFFFFF) |

## 이외의 기

해군기
왕실기
통가 방위군기
통가 세관기
통가 검역 당국기
통가 조종사기

## 이전의 기

통가타푸 공국의 국기 (1858년 ~ 1862년)
통가의 국기 (1862년 ~ 1866년)
통가의 왕실기 (1862년 ~ 1875년)